# Kerry King

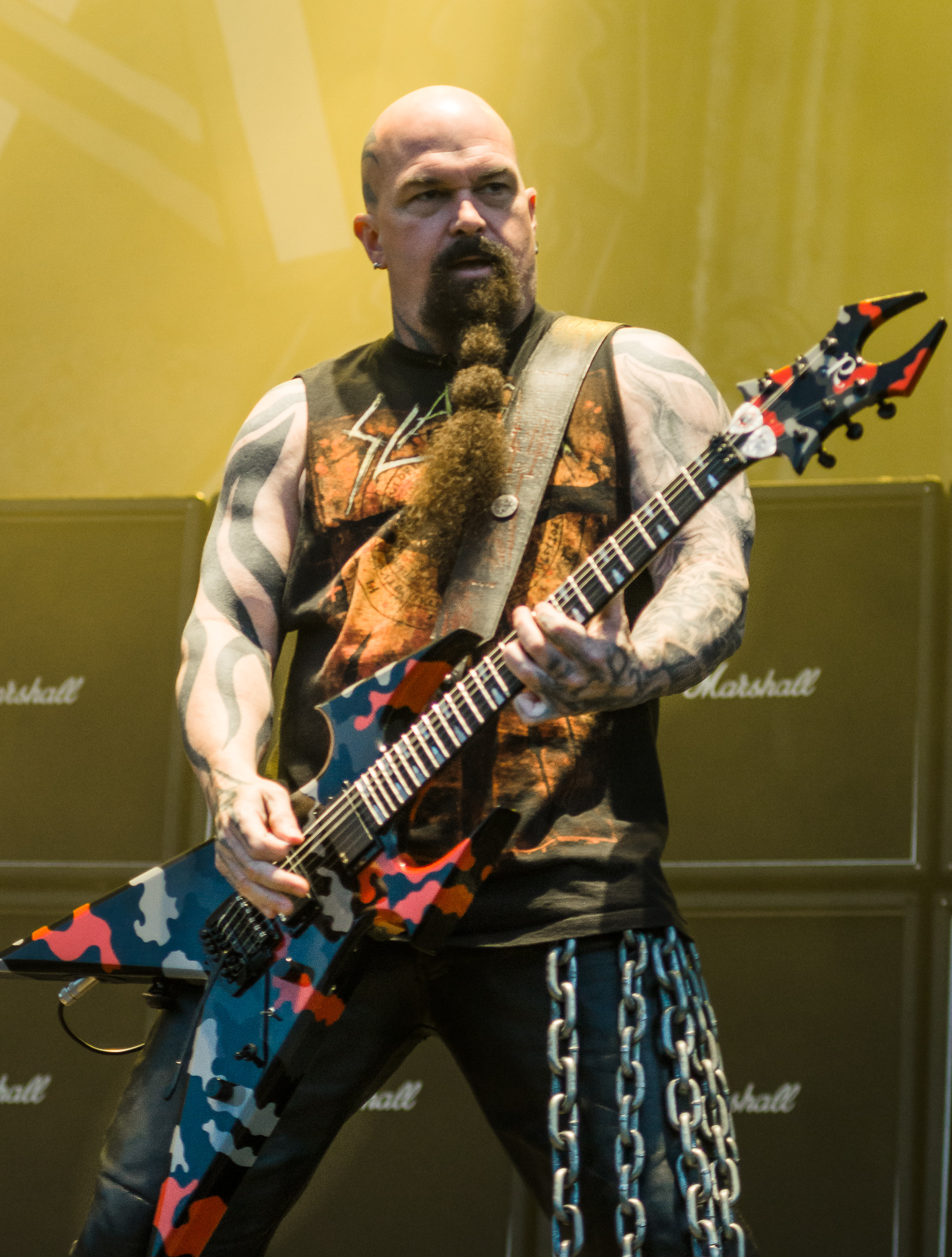
Kerry King, 2012

Kerry Ray King (* 3. Juni 1964 in Los Angeles, Kalifornien) ist ein US-amerikanischer Gitarrist. Er ist Mitgründer und Co-Songwriter der 2019 aufgelösten Thrash-Metal-Band Slayer.

## Leben
Kings Vater war Prüfer für Flugzeugteile und seine Mutter arbeitete für eine Telefongesellschaft. King besuchte die Warren High School in Downey, Kalifornien, und begann bei Calvano’s Music in South Gate Gitarre zu lernen.
Er ist zum dritten Mal verheiratet und hat mit seiner jetzigen Frau eine Tochter. Er lebt in Anaheim und betreibt mit KFK Industries einen Internet-Versandhandel.
Wie viele andere Metal-Musiker hatte er auch lange Haare, ließ sich jedoch wegen beginnenden Haarausfalls um 1993 eine Glatze schneiden, auf der Tätowierungen zu sehen sind. Er interessiert sich für Eishockey und American Football und trägt daher gelegentlich ein Trikot seiner Lieblingsmannschaften Oakland Raiders und Los Angeles Kings bei Auftritten. Ein weiteres seiner Markenzeichen ist ein mit langen Stahlnägeln besetzter Unterarm-Lederhalfter.

## Karriere

### Slayer
1981 war King bei einer Audition, um sich für die Position des Gitarristen zu bewerben, als er Jeff Hanneman ansprach, der an der Rezeption Gitarre spielte. King und Hanneman beschlossen daraufhin, ihre eigene Band zu gründen, aus der sich bald Slayer entwickeln sollte. King blieb zusammen mit Bassist/Sänger Tom Araya für die gesamte Dauer der Bandkarriere, von 1981 bis 2019, in Slayer. 1984 wurde King von Dave Mustaine eingeladen, einer anderen Thrash-Metal-Band, Megadeth, beizutreten. Obwohl King zustimmte, an vielen Auftritten mit ihnen teilzunehmen, trat er letztendlich aufgrund seines Engagements bei Slayer nicht in Vollzeit ein.
Slayer veröffentlichten insgesamt zwölf Studioalben, von denen vier in den USA mit einer Goldenen Schallplatte ausgezeichnet wurden. Die Band wurde in den Jahren 2007 und 2008 jeweils mit dem Grammy in der Kategorie Best Metal Performance ausgezeichnet und drei weitere Male nominiert. Zusammen mit Metallica, Megadeth und Anthrax bilden Slayer die so genannten „Big Four“ des Thrash Metal.

### Soloprojekt
Nach der Auflösung von Slayer stellte Kerry King mehrfach ein Soloprojekt in Aussicht. Bestätigt wurden seine Pläne im Februar 2024, als er seine Soloband vorstellte, zu der der Sänger Mark Osegueda (Death Angel), der Gitarrist Phil Demmel (Vio-lence, ex-Machine Head), Bassist Kyle Sanders (Hellyeah, ex-Bloodsimple) und der ehemalige Slayer-Schlagzeuger Paul Bostaph gehören. Zwischenzeitlich war auch der Pantera-Sänger Phil Anselmo als Sänger im Gespräch, jedoch wusste King, dass er „nicht der Richtige“ wäre. Für die Position des zweiten Gitarristen entschied sich Kerry King für Phil Demmel und gegen den zuletzt bei Slayer spielenden Gary Holt, da er befürchtete, dass seine Soloband als eine „Lightversion“ von Slayer bezeichnet werden würde. Sein Soloprojekt sollte ursprünglich King’s Reign und später Blood Reign heißen. Letzterer Name war laut Kerry King aber bereits von einer obskuren Band aus Osteuropa belegt. Schließlich wurde die Band nach Kerry King selbst betitelt, da er das entworfene Logo liebt.
Am 17. Mai 2024 erschien das Debütalbum From Hell I Rise, das von Josh Wilbur produziert wurde. Zuvor spielte Kerry Kings Soloband am 7. Mai 2024 in Chicago ihr erstes Konzert, bei der auch sechs Slayer-Lieder gespielt wurden. Kerry Kings Soloband nahmen an der im Sommer 2024 stattfindenden Co-Headlinertournee Ashes of Leviathan von Lamb of God und Mastodon neben Malevolence und Unearth als Vorband teil. Für Anfang 2025 kündigte Kerry King eine Nordamerikatournee mit den Vorgruppen Municipal Waste und Alien Weaponry an.

### Stil
Seine Songtexte basieren hauptsächlich auf satanistischen Themen, die sich von seiner Vorliebe für Horrorfilme ableiten. Außerdem ist King ein Antitheist. Er ist bekannt dafür, sich gegen organisierte Religion zu stellen und diese stark zu kritisieren, indem er seine Ansichten in seinem Songwriting zum Ausdruck bringt. In einem Interview mit Blabbermouth.net im Jahr 2006 äußerte King seine antireligiösen Ansichten:

“I don’t really have a life philosophy; my thing is just rebelling against pretty much organized religion. That is my main thing, because personally I think it's a crutch for people that are too weak to get through life on their own. I'm the kind of guy that says if I don't see it, then it doesn't work. And nobody can show me God”

„Ich habe nicht wirklich eine Lebensphilosophie; mein Ding ist einfach, gegen so ziemlich jede organisierte Religion zu rebellieren. Das ist mein Hauptanliegen, weil ich persönlich denke, dass es eine Krücke für Leute ist, die zu schwach sind, um alleine durchs Leben zu kommen. Ich bin der Typ, der sagt, wenn ich es nicht sehe, dann funktioniert es auch nicht. Und niemand kann mir Gott zeigen.“

## Diskografie

### Solo
| Jahr | Titel Musiklabel                  | Höchstplatzierung, Gesamtwochen, AuszeichnungChartplatzierungen (Jahr, Titel, Musiklabel, Platzierungen, Wochen, Auszeichnungen, Anmerkungen) | Höchstplatzierung, Gesamtwochen, AuszeichnungChartplatzierungen (Jahr, Titel, Musiklabel, Platzierungen, Wochen, Auszeichnungen, Anmerkungen) | Höchstplatzierung, Gesamtwochen, AuszeichnungChartplatzierungen (Jahr, Titel, Musiklabel, Platzierungen, Wochen, Auszeichnungen, Anmerkungen) | Höchstplatzierung, Gesamtwochen, AuszeichnungChartplatzierungen (Jahr, Titel, Musiklabel, Platzierungen, Wochen, Auszeichnungen, Anmerkungen) | Anmerkungen                        |
| Jahr | Titel Musiklabel                  | DE | AT | CH | UK | Anmerkungen                        |
| ---- | --------------------------------- | --- | --- | --- | --- | ---------------------------------- |
| 2024 | From Hell I Rise Reigning Phoenix | DE3 (3 Wo.)DE | AT4 (2 Wo.)AT | CH5 (2 Wo.)CH | UK75 (1 Wo.)UK | Erstveröffentlichung: 17. Mai 2024 |

### Gastauftritte
- 1986: Beastie Boys – No Sleep Till Brooklyn auf Licensed to Ill
- 2000: Pantera – Goddamn Electric auf Reinventing the Steel
- 2001: Hatebreed – Final Prayer auf Perseverance
- 2001: Rob Zombie – Dead Girl Superstar auf The Sinister Urge
- 2002: Sum 41 – What We’re All About vom Soundtrack zu Spider-Man
- 2005: Soulfly – Frontlines auf Dark Ages
- 2010: Witchery – Witchkrieg auf dem gleichnamigen Album Witchkrieg

## Ausrüstung

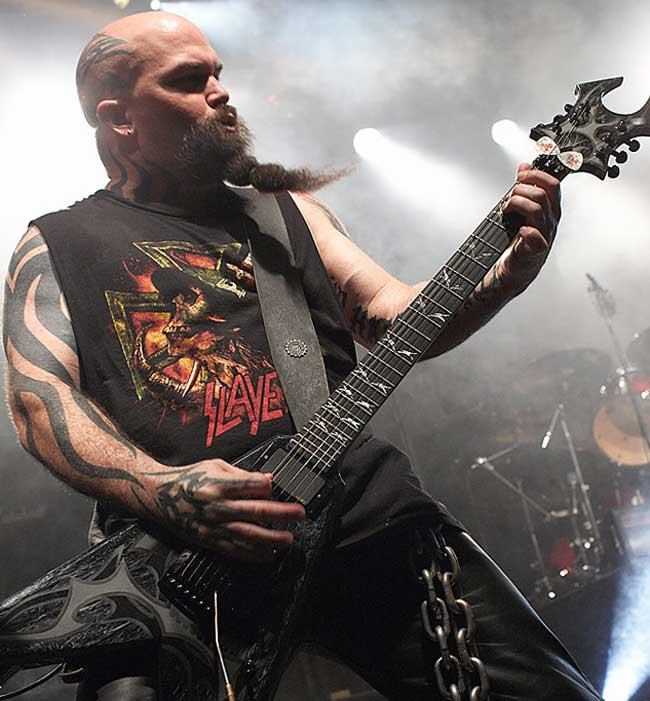
Kerry King, 2007

Die ersten Fingerübungen unternahm King auf der Gibson ES-175 seines Vaters, der ihm dann eine 1963er Fender Stratocaster schenkte. King waren die Singlecoil-Tonabnehmer von der Tonlage her zu weich und sein Vater gab ihm stattdessen eine ’78er B. C. Rich. Seitdem ist Kerry bekennender B.-C.-Fan. Zwischen 1990 und 1998 hatte ESP in Zusammenarbeit mit King die Kerry King V Signature Gitarre produziert, welche es in zwei Preiskategorien gab. Als B.C. Rich wieder in Familienhand überging, ließ er sich eine eigene Gitarre bauen, eine Mischung aus einer Beast und einer Speed-V. Damals benutzte King noch einen Fender Super Champ, den er bis heute besitzt. Schon bei seinen ersten Auftritten benutzte er einen Fender-Verstärker, den Super Champ, in Kombination mit einem MXR-Verzerrer-Pedal. Erst später benutzte King die Marshall-Amps, die bis heute den Sound und das Bühnenbild der Band prägen. King benutzt heute Marshall-Gitarrenverstärker zusammen mit seiner von ihm designten B. C. Rich KKV (Kerry King V) Gitarre. Zudem gibt es von der Firma EMG ein Kerry King Signature Tonabnehmerset, bestehend aus dem EMG 81 und dem EMG 85.
Darüber hinaus produziert er in Zusammenarbeit mit Marshall ein E-Gitarren-Röhren-Topteil. Hierbei handelt es sich um eine Weiterentwicklung des JCM800 (2203), dessen Frontplatte im Design von Kerry Kings Tattoos gehalten wurde und der über eine andere Röhrenbestückung als das Standardmodell sowie über eine „Beast-Sektion“ (diese enthält neben einem Noisegate ein alternatives Equalizerpreset) verfügt.